# Sylvain Charles Valée
Sylvain Charles Valée (ur. 17 grudnia 1773 w Brienne-le-Château, zm. 15 sierpnia 1846 w Paryżu) – francuski generał, marszałek Francji i par Francji.
W 1792 roku Valée wstąpił do Armii Północnej, na kapitana awansował w 1794 roku, a w 1804 roku na podpułkownika. Wykazał się podczas bitwy pod Jeną pełniąc funkcję generalnego inspektora pociągu rezerwy artyleryjskiej, dzięki czemu w styczniu 1807 roku, już jako pułkownik, objął dowództwo 1. pułku artylerii. Mianowany marszałkiem Francji w 1837 roku.